# Rogers (Texas)
Rogers es un pueblo ubicado en el condado de Bell en el estado estadounidense de Texas. En el Censo de 2010 tenía una población de 1218 habitantes y una densidad poblacional de 453,49 personas por km².

## Geografía
Rogers se encuentra ubicado en las coordenadas 30°55′45″N 97°13′47″O / 30.92917, -97.22972. Según la Oficina del Censo de los Estados Unidos, Rogers tiene una superficie total de 2.69 km², de la cual 2.6 km² corresponden a tierra firme y (3.18%) 0.09 km² es agua.

## Demografía
Según el censo de 2010, había 1218 personas residiendo en Rogers. La densidad de población era de 453,49 hab./km². De los 1218 habitantes, Rogers estaba compuesto por el 72.5% blancos, el 4.52% eran afroamericanos, el 1.23% eran amerindios, el 0.25% eran asiáticos, el 0.08% eran isleños del Pacífico, el 17.24% eran de otras razas y el 4.19% pertenecían a dos o más razas. Del total de la población el 34.48% eran hispanos o latinos de cualquier raza.